# 東豐自行車綠廊
東豐自行車綠廊是位於台灣臺中市的東勢區、石岡區及豐原區之間的一條自行車道，全長約12公里。於2000年11月15日開始使用，是全臺灣第一條由廢棄鐵道改建而成的自行車專用道。其中，石岡車站月台附近原為平地，經九二一地震後出現約十公尺高低落差，為體驗地震斷層的極佳地點。

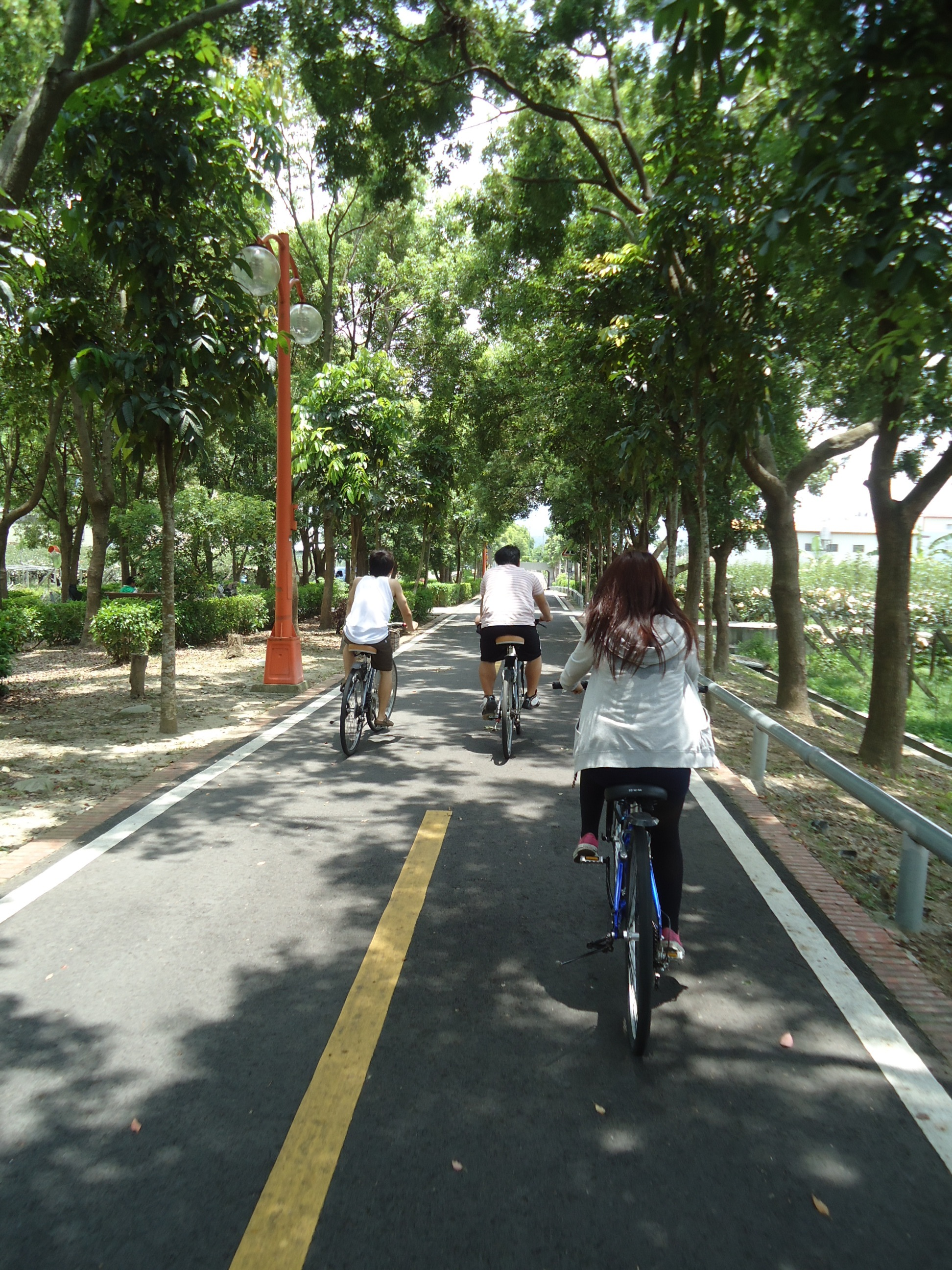
東豐自行車綠廊
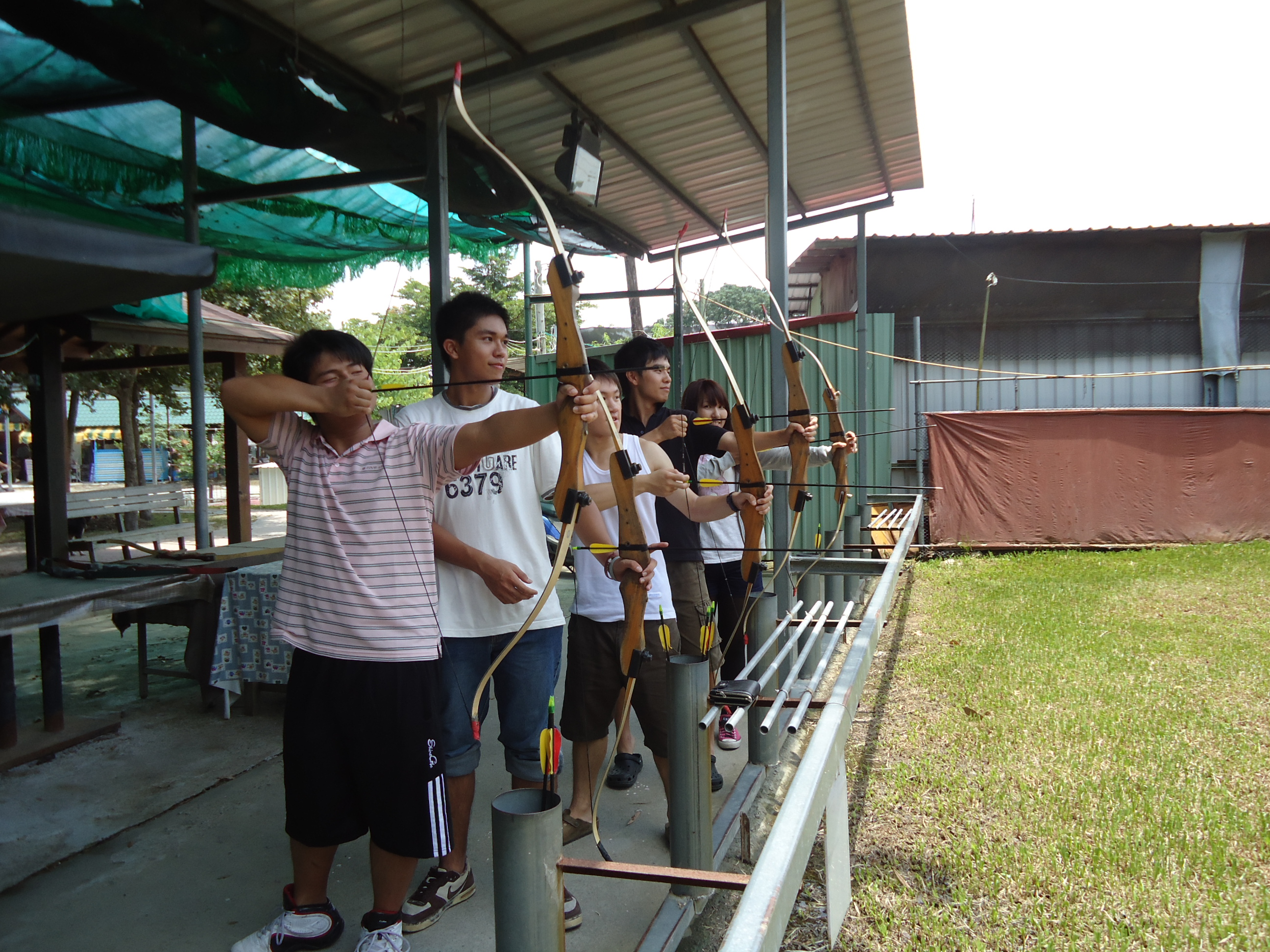
東豐自行車綠廊沿線一處射箭場

## 沿革
此自行車道由東勢線鐵路改建而成，在沿線仍保留有多處車站和月台。
在台中縣政府前縣長廖永來縣長的規劃下，1998年開始舖設柏油栽植各種花木，起初起點在豐原市朴子街178巷叉路口，縣長廖永來立碑題字，終點在東勢鎮過了大甲溪橋不遠處，1999年9月21日大地震，當時有一排新蓋的透天別墅就蓋在綠廊旁，離萬順一街路口不遠，剛好位於斷層落差處，全毀。1999年9月22日由於豐勢路中斷，交通改由東豐自行車綠廊填平落差後替代，待豐勢路恢復通車後至2000年尚未修復，綠廊到處路面傾斜隆起，續任縣長黃仲生縣長保留部份地震景觀，於2000年11月15日正式啟用，並開闢多條觀光路線，是全台第一條以廢棄鐵路改建為自行車道的腳踏車專用道，成為大臺中地區假日休憩新場所。沿線有石岡水壩、梅子社區百年芒果樹、金星石珠、東勢客家文化園區、自然生態及景觀建築等景點，是旅遊休憩與戶外教學的重要據點。
沿線設有夜間照明設備，並可以在豐原端與后豐鐵馬道相接。由於2006年6月9日因連日豪大雨水災衝擊，因橋墩地基遭到掏空，同年6月12日當天造成連接東勢及石岡之梅子鐵橋受損中斷，直到2008年5月31日，該橋修復完成，重新啟用。

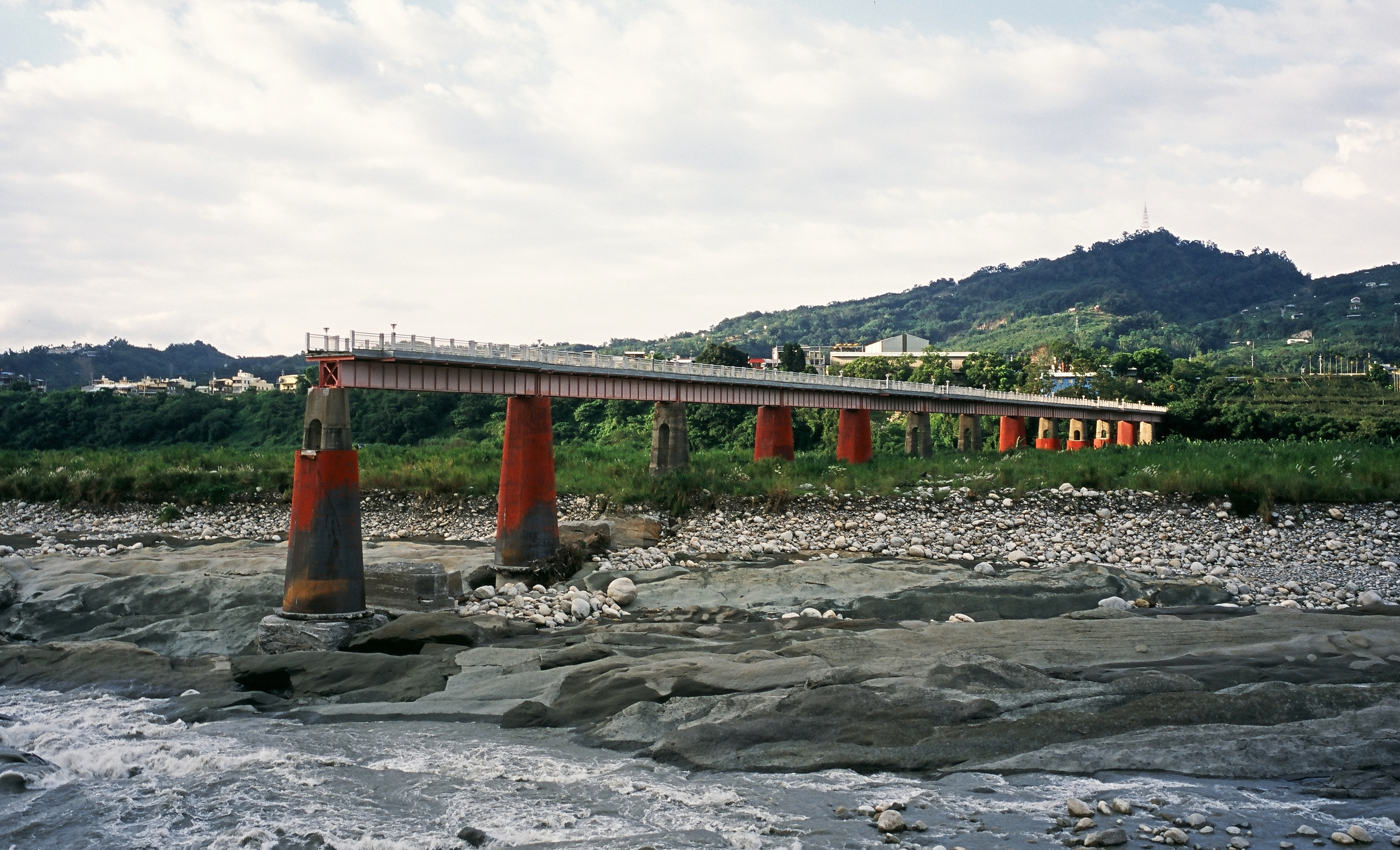
梅子鐵橋
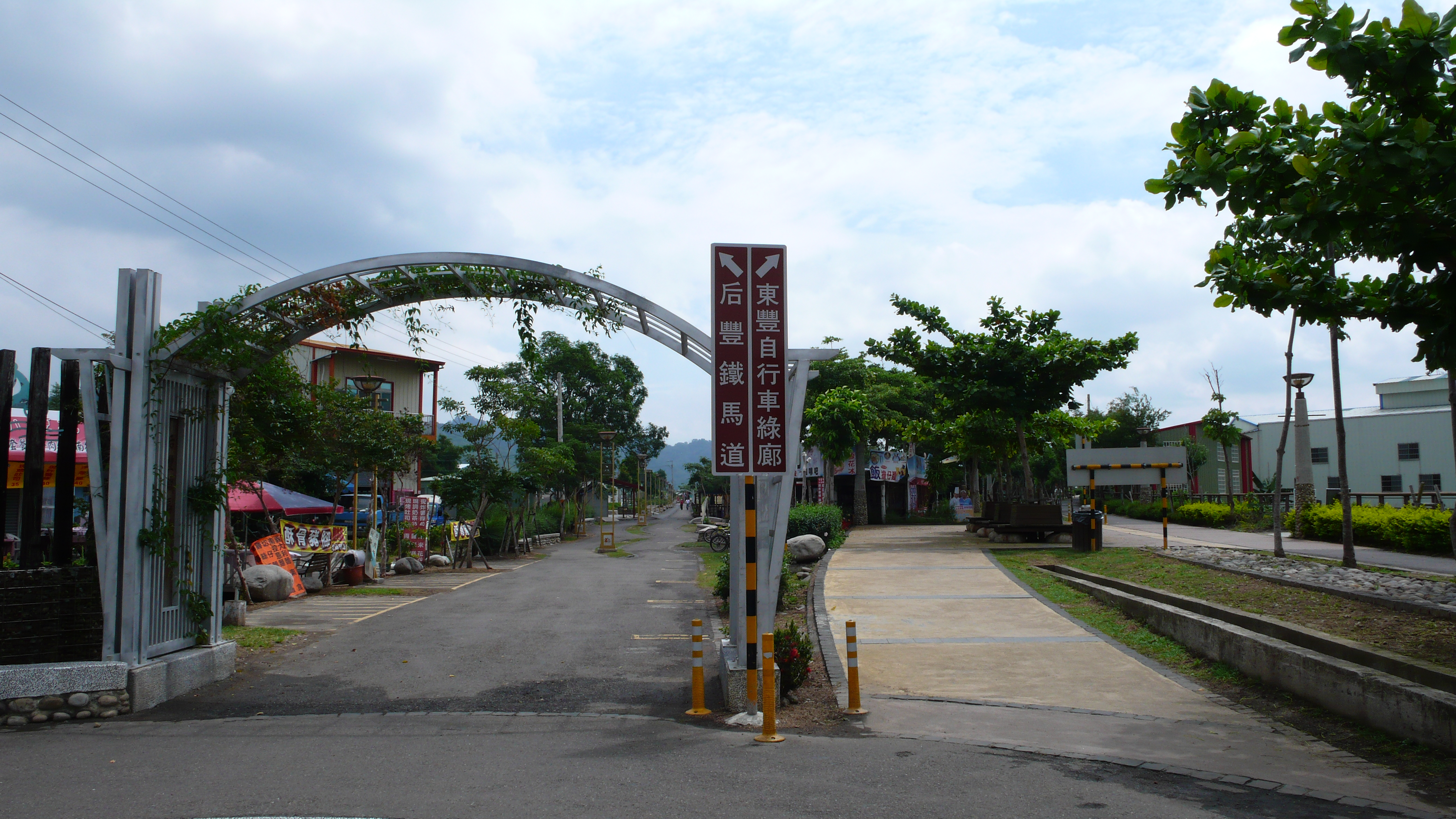
后豐鐵馬道（左）與東豐自行車綠廊（右）共線起點
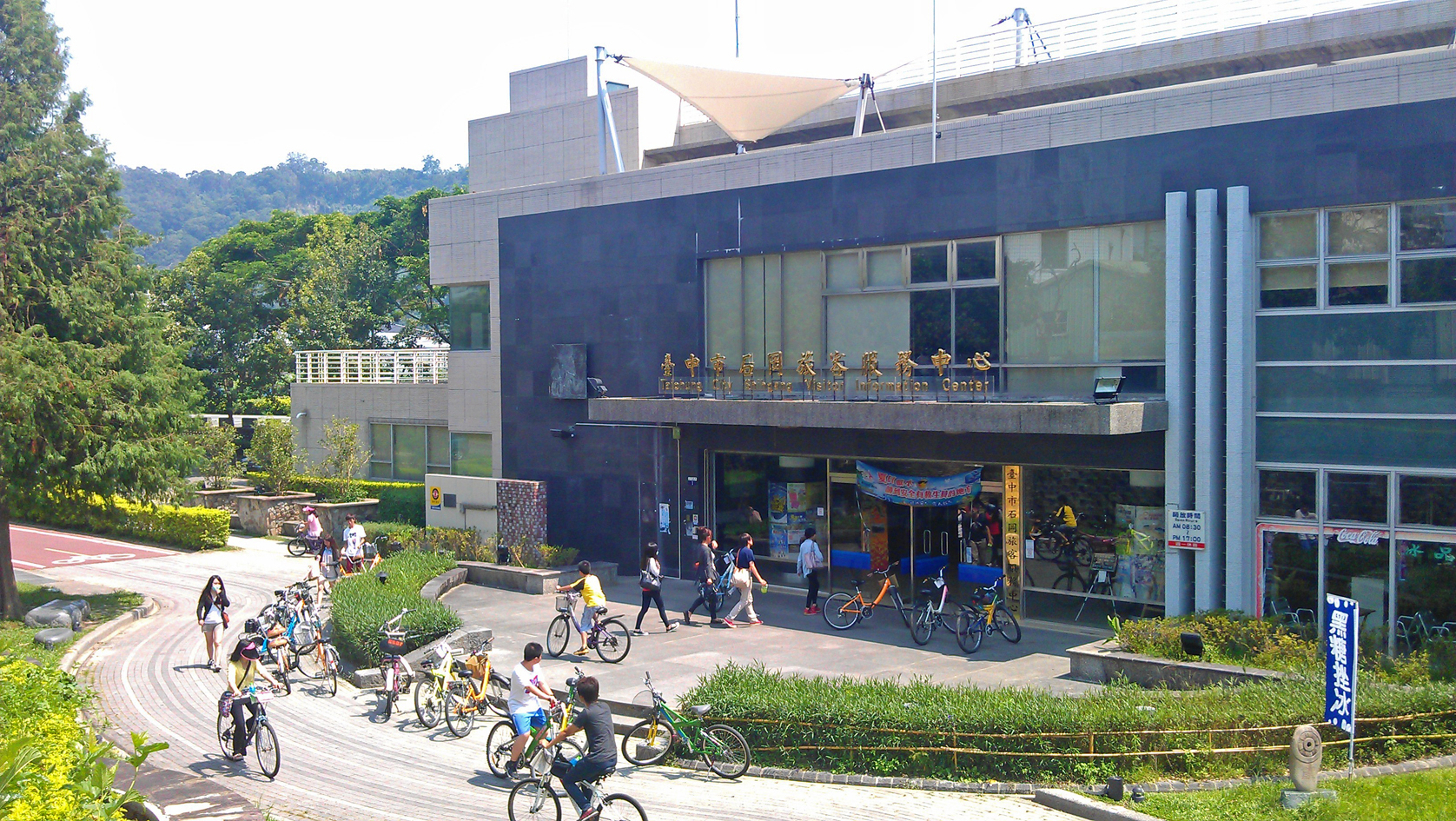
石岡旅遊服務中心（石岡車站原址）
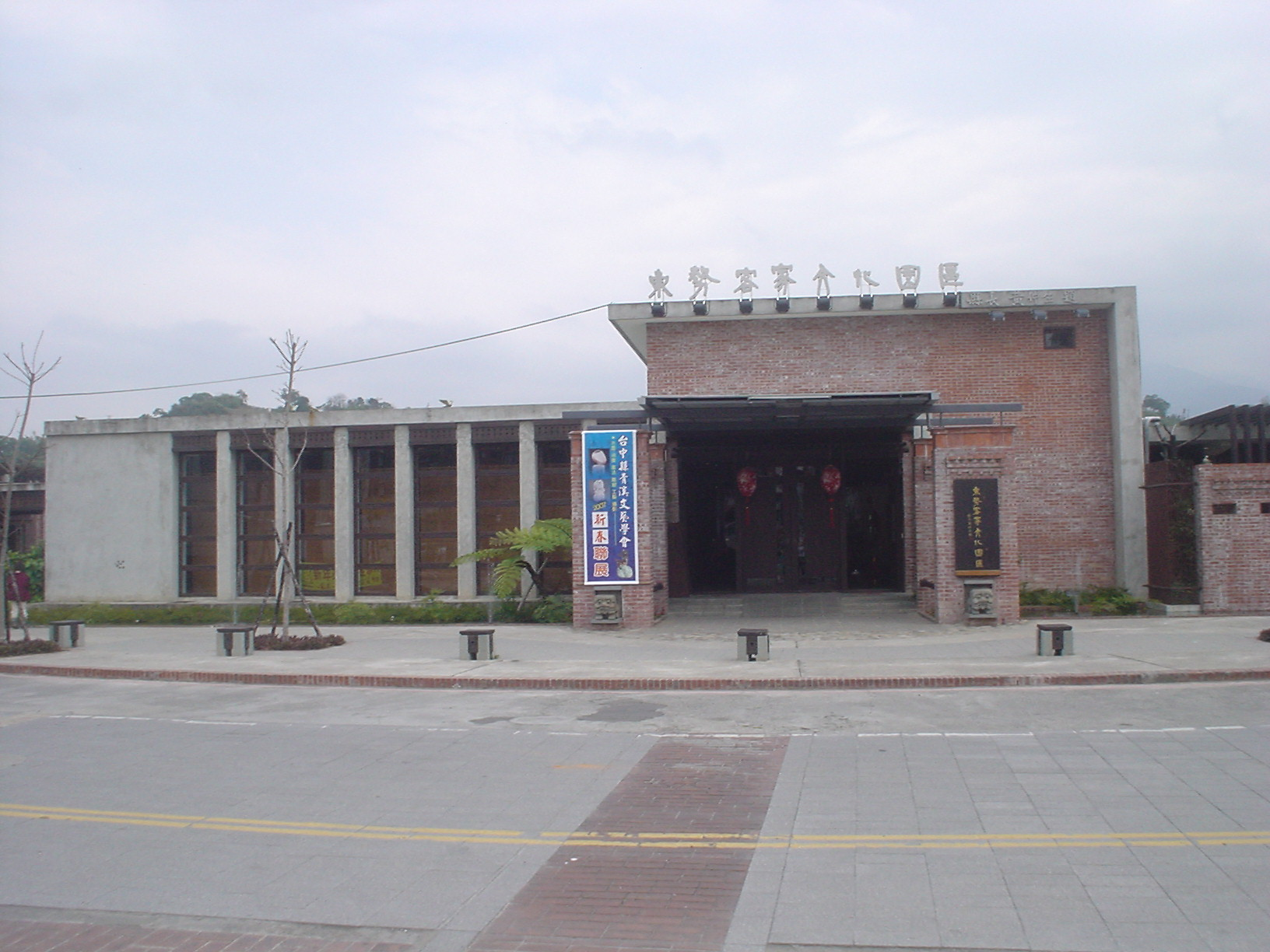
東豐自行車綠廊的終點：東勢客家文化園區（東勢車站原址）

東豐緣廊八公里段隧道前原有一處天然的綠色廊道，深受民眾喜愛。2018年得到前瞻計劃的經費後，於台中市政府規劃下，於2019年3月以改善邊坡工程的名義將此段的樹木、植被全部清除，引起民眾譁然。觀光局長林筱淇表示將以格框植生護坡工程維護，灌上水泥後植草綠化。2019年4月，此段綠廊樹木全部移除完成，並已完成噴灌水泥工程。

## 外部連結
- 台中觀光旅遊網-東豐自行車綠廊 （页面存档备份，存于）
- 東豐鐵馬道 （页面存档备份，存于）
- 東豐自行車道app （页面存档备份，存于）